# Swansea Castle
Swansea Castle (walisisk: Castell Abertawe) er en middelalderborg i centrum af Swansea i Wales. Den blev grundlagt af Henry de Beaumont i 1107 som caput for lordship of Gower.
Borgen står i dag som ruin, hvor kun to blokke er bevaret, men området er siden 2010'erne blevet renoveret, så det er tilgængeligt for offentligheden.